# Список островов Канады
Канаде принадлежит множество островов, ниже представлены их списки.

## По площади
В следующей таблице представлены острова Канады с площадью более 2500 км².
| #  | Название                | Площадь (км²) | Провинция или территория            | Население (2001) |
| -- | ----------------------- | ------------- | ----------------------------------- | ---------------- |
| 1  | Баффинова Земля         | 507 451       | Нунавут                             | 9563             |
| 2  | Остров Виктория         | 217 291       | Северо-Западные территории, Нунавут | 1707             |
| 3  | Остров Элсмир           | 196 236       | Нунавут                             | 168              |
| 4  | Остров Ньюфаундленд     | 108 860       | Ньюфаундленд и Лабрадор             | 485 066          |
| 5  | Остров Банкс            | 70 028        | Северо-Западные территории          | 114              |
| 6  | Остров Девон            | 55 247        | Нунавут                             | 0                |
| 7  | Остров Аксель-Хейберг   | 43 178        | Нунавут                             | 0                |
| 8  | Остров Мелвилл          | 42 149        | Северо-Западные территории, Нунавут | 0                |
| 9  | Остров Саутгемптон      | 41 214        | Нунавут                             | 721              |
| 10 | Остров Принца Уэльского | 33 339        | Нунавут                             | 0                |
| 11 | Остров Ванкувер         | 31 285        | Британская Колумбия                 | 638 213          |
| 12 | Остров Сомерсет         | 24 786        | Нунавут                             | 0                |
| 13 | Остров Батерст          | 16 042        | Нунавут                             | 0                |
| 14 | Остров Принс-Патрик     | 15 848        | Северо-Западные территории          | 0                |
| 15 | Остров Кинг-Вильям      | 13 111        | Нунавут                             | 960              |
| 16 | Остров Эллеф-Рингнес    | 11 295        | Нунавут                             | 0                |
| 17 | Остров Байлот           | 11 067        | Нунавут                             | 0                |
| 18 | Остров Кейп-Бретон      | 10 311        | Новая Шотландия                     | 140 893          |
| 19 | Остров Принс-Чарльз     | 9521          | Нунавут                             | 0                |
| 20 | Остров Антикости        | 7941          | Квебек                              | 266              |
| 21 | Остров Корнуоллис       | 6995          | Нунавут                             | 215              |
| 22 | Остров Грейам           | 6361          | Британская Колумбия                 | 4475             |
| 23 | Остров Принца Эдуарда   | 5620          | Остров Принца Эдуарда               | 135 294          |
| 24 | Остров Котс             | 5498          | Нунавут                             | 0                |
| 25 | Остров Амунд-Рингнес    | 5255          | Нунавут                             | 0                |
| 26 | Остров Маккензи-Кинг    | 5048          | Северо-Западные территории, Нунавут | 0                |
| 27 | Остров Стефанссон       | 4463          | Нунавут                             | 0                |
| 28 | Остров Мансел           | 3180          | Нунавут                             | 0                |
| 29 | Остров Акимиски         | 3001          | Нунавут                             | 0                |
| 30 | Остров Борден           | 2794          | Северо-Западные территории, Нунавут | 0                |
| 31 | Остров Манитулин        | 2766          | Онтарио                             | 11 933           |
| 32 | Остров Морсби           | 2608          | Британская Колумбия                 | 460              |

## По населению
| #  | Название              | Провинция или территория | Население (2001) | Площадь (км²) | Плотность (чел./км²) |
| -- | --------------------- | ------------------------ | ---------------- | ------------- | -------------------- |
| 1  | Остров Монреаль       | Квебек                   | 1 900 000        | 472           | 3942,01              |
| 2  | Остров Ванкувер       | Британская Колумбия      | 638 213          | 31 285        | 20,40                |
| 3  | Остров Ньюфаундленд   | Ньюфаундленд и Лабрадор  | 466 172          | 108 860       | 4,28                 |
| 4  | Остров Жезю           | Квебек                   | 339 101          | 245           | 1384,09              |
| 5  | Остров Лулу           | Британская Колумбия      | 168 162          | 120           | 1401,35              |
| 6  | Остров Кейп-Бретон    | Новая Шотландия          | 144 741          | 10 311        | 14,04                |
| 7  | Остров Принца Эдуарда | Остров Принца Эдуарда    | 135 294          | 5620          | 24,07                |
| 8  | Остров Перро          | Квебек                   | 30 075           |               |                      |
| 9  | Остров Гранд-Иль      | Квебек                   | 15 947           |               |                      |
| 10 | Остров Кайен          | Британская Колумбия      | 14 643           |               |                      |
| 11 | Остров Бизар          | Квебек                   | 13 861           |               |                      |
| 12 | Остров Иль-де-Сёр     | Квебек                   | 13 156           |               |                      |
| 13 | Остров Манитулин      | Онтарио                  | 11 933           | 2766          | 4,31                 |
| 14 | Баффинова Земля       | Нунавут                  | 9563             | 507 451       | 0,02                 |
| 15 | Остров Солтспринг     | Британская Колумбия      | 9279             | 182           | 50,98                |
| 16 | Остров Кап-о-Мёль     | Квебек                   | 7289             |               |                      |
| 17 | Остров Ламек          | Нью-Брансуик             | 6820             |               |                      |
| 18 | Остров Орлеан         | Квебек                   | 6779             |               |                      |
| 19 | Остров Грейам         | Британская Колумбия      | 4475             | 6361          | 0,70                 |

## Морские острова

### Британская Колумбия
- Остров Аристазабал
- Остров Банкс
- Остров Брейкуотер
- Остров Де-Курси
- Остров Ванкувер
- Острова Галф:
  - Остров Денмен
  - Остров Габриола
  - Остров Гальяно
  - Остров Госсип
  - Остров Хорнби
  - Остров Купер
  - Остров Ласкети
  - Остров Мейн
  - Острова Пендер
  - Остров Солтспринг
  - Остров Сатурна
  - Остров Тексада
  - Остров Тетис
  - Остров Торнаби
  - Остров Вальдес
- Остров Дандас
- Остров Калверт
- Остров Кинг
- Остров Кэмпбелл
- Остров Линк
- Остров Мадж
- Остров Нельсон
- Остров Нутка
- Остров Паркер
- Острова Секретари
- Остров Снейк
- Остров Уоллас
- Хайда Гуайи (Острова королевы Шарлотты):
  - Грейам
  - Морсби
  - Луиз
  - Лайелл
  - Кангит
- Питт
- Остров Прайс
- Принсесс-Ройал
- Остров Хантер

### Квебек
- Остров Иль-оз-Алюмет
- Антикости
- Остров Бонавантюр
- Рене-Левассёр
- Острова Мадлен:
  - Остров Брион
  - Остров Кап-о-Мёль
  - Остров Кор-Мор
  - Остров Антре
  - Остров Гранд-Антре
  - Остров Грос-Иль
  - Остров Авр-Обер
  - Остров Авр-о-Мезон
  - Остров Иль-о-Лу
  - Остров Шэг

### Новая Шотландия
- Остров Кейп-Бретон
- Остров Джордж
- Остров Жанврен
- Остров Мадам
- Остров Сейбл

### Нью-Брансуик
- Остров Кампобелло
- Остров Дир
- Остров Гранд-Манан
- Остров Ламек
- Остров Мачайас-Сил
- Остров Мискоу
- Остров Уайт-Хед

### Нунавут
- Остров Акимиски
- Остров Акпаток
- Остров Аксель-Хейберг
- Остров Александер
- Острова Астрономического общества
- Остров Байам-Мартин
- Баффинова Земля
- Остров Батерст
- Остров Бейлли-Гамильтон
- Острова Белчер
- Остров Биг-Айленд
- Остров Брей
- Остров Ванситтарт
- Остров Камерон
- Остров Корнуолл
- Остров Коберг
- Остров Девон
- Остров Дженни-Линд
- Остров Элсмир
- Остров Ганса (суверенитет оспаривается Данией)
- Остров Йенс-Мунк
- Остров Киллинек
- Остров Кох
- Остров Краун-Принс-Фредерик
- Остров Литл-Корнуоллис
- Остров Локс-Ленд
- Остров Локхид
- Остров Миен
- Остров Мэсси
- Остров Матти
- Остров Мелборн
- Остров Мелвилл
- Остров Норт-Кент
- Остров Ноттингем
- Остров Кинг-Вильям
- Остров Кинг-Кристиан
- Остров Умингмалик
- Остров Ванье
- Остров Виктория
- Остров Прескотт
- Остров Рассел
- Остров Резольюшен
- Острова Ройал-Джиографикал-Сосайети
- Остров Роули
- Остров Силлем
- Остров Смит
- Остров Солсбери
- Остров Уайт
- Остров Уэйлс
- Остров Эджелл
- Остров Эр-Форс
- остров Фоли
- остров Хелена
- остров Чарлтон
- остров Чарльз
- Остров Стор

### Ньюфаундленд и Лабрадор
- Остров Ньюфаундленд
- Остров Верт
- Остров Фого

### Онтарио
- Остров Амхерст
- Остров Мидл
- Остров Нэви
- Остров Манитулин
- Архипелаг Тысяча островов
- Острова Торонто
- Остров Вулф

### Остров Принца Эдуарда
- Остров Принца Эдуарда
- Остров Ботон
- Остров Гавернорс
- Остров Хог
- Остров Холмен
- Остров Леннокс
- Острова Муррей
- Остров Сен-Пьер

### Саскачеван
- Нет морских островов

### Северо-Западные территории
- Остров Банкс
- Остров Брок
- Остров Мелвилл
- Остров Принс-Патрик
- Виктория
- Остров Эглинтон
- Остров Эмералд

### Юкон
- Хершел (остров)

## Речные острова

### На рекеМаккензи
- Остров Ричардс

### На рекеНиагара
- Остров Нэви

### Нареке Святого Лаврентия
- От Римуски до Монреаля:
  - Остров Сен-Барнабе
  - Остров Бик
  - Остров Баск
  - Остров Верт
  - Остров Руж
  - Остров Льевр
  - Острова Пот-а-л'О-де-Ви
  - Острова Пелерен
  - Острова Камураска
  - Остров Кудр
  - Остров Грю
  - Остров Грос-Иль
  - Остров Орлеан
  - Острова Сорель
  - Архипелаг Ошлага:
    - Остров Бизар
    - Острова Бушевиль
    - Остров Шаррон
    - Остров Дорваль
    - Остров Жезю
    - Острова Лаваль
    - Остров Монреаль
    - Остров Нотр-Дам (искусственный остров)
    - Остров Перро
    - Остров Сент-Элен
    - Остров Иль-де-Сёр
    - Остров Визитасьон

### На рекеФрейзер
- От Ванкувера до Дероша:
  - Остров Диринг
  - Остров Лулу
  - Остров Митчелл
  - Остров Поплар
  - Остров Три
  - Остров Эссондейл
  - Остров Дуглас
  - Остров Макмиллан
  - Остров Кресент
  - Остров Матски
  - Остров Йолстрик

## Озёрные острова

### Наозере Бром
- Остров Игл

### Наозере Шамплейн
- Болл-Айленд
- Гарден-Айленд
- Гранд-Иль

### Наозере Гарибальди
- Батлшип-Айлендс